# Gaius Acilius (Historiker)
Gaius Acilius war ein römischer Senator und Geschichtsschreiber aus der gens Acilia, der im 2. Jahrhundert v. Chr. lebte.
Acilius’ Familie gehörte der römischen Nobilität an, er selbst war Mitglied des Senats. Wegen seiner Griechischkenntnisse war Acilius 155 v. Chr. als Übersetzer für die Philosophen Karneades, Diogenes und Kritolaos tätig, die als Gesandte Athens nach Rom gekommen waren. 
Acilius schrieb eine Geschichte Roms in griechischer Sprache, die von der „Ankunft der Trojaner“ im Westen bis wohl 146 v. Chr. reichte. Titus Livius zufolge wurde das Werk um 142/141 v. Chr. veröffentlicht. Das nur fragmentarisch erhalten gebliebene Werk wurde eventuell von einem gewissen Claudius ins Lateinische übersetzt, doch ist dies unsicher.

## Ausgaben
- Hans Beck, Uwe Walter: Die frühen römischen Historiker. Band 1: Von Fabius Pictor bis Cn. Gellius. Wissenschaftliche Buchgesellschaft, Darmstadt 2001, ISBN 3-534-14757-X, S. 234–241.